# Constitución de India

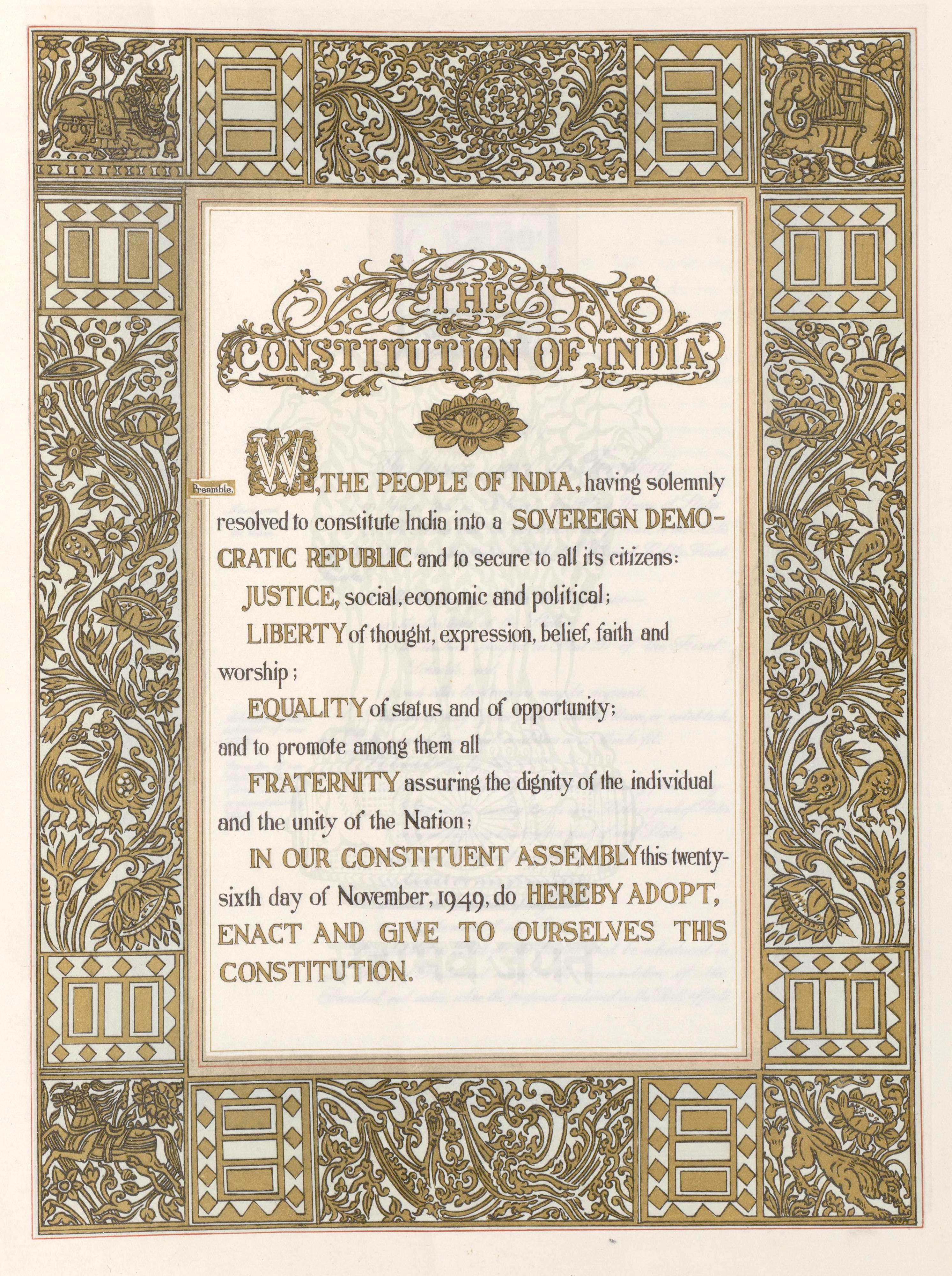
Texto original del preámbulo de la Constitución, antes de la 42.ª enmienda aprobada en 1976.

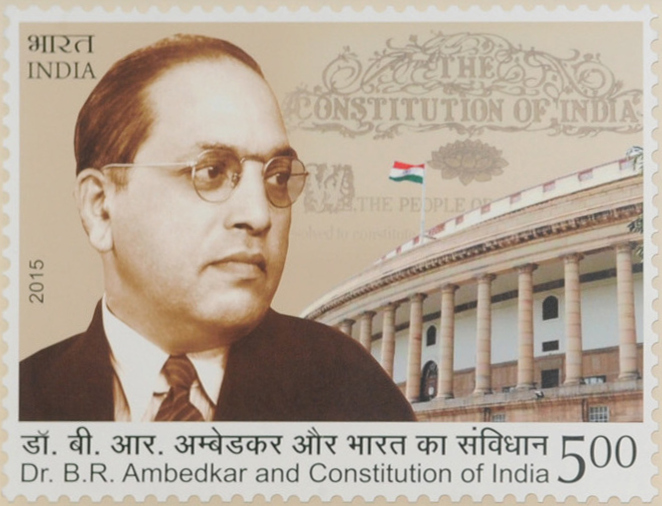
La Constitución de India y su arquitecto B.R. Ambedkar en una estampilla India de 2015

La Constitución de India es la ley suprema de la India. Fija el marco legal que define los principios políticos fundamentales, establece la estructura, procedimientos, poderes y deberes de las instituciones gubernamentales, y establece los derechos fundamentales, los principios rectores y los deberes de los ciudadanos. Es la Constitución escrita más larga del mundo, contiene 448 artículos en 25 capítulos, 5 apéndices y 98 enmiendas. Además de la versión en idioma inglés, existe una traducción oficial al idioma hindi. B.R. Ambedkar es generalmente considerado como el padre de la Constitución de India.
La Constitución sigue el sistema parlamentario de gobierno y el ejecutivo es directamente responsable ante la legislatura. El artículo 74 establece que existirá un primer ministro como jefe de gobierno. También establece en los artículos 52 y 63 los cargos de presidente y vicepresidente de India. A diferencia del primer ministro, el presidente lleva a cabo en gran medida funciones protocolarias.
La Constitución de India es de carácter federal. Cada Estado y cada Territorios de la Unión tienen su propio gobierno. La 73.ª y 74.ª  enmienda también introdujo el sistema local de Panchayat en las zonas rurales y los municipio en las áreas urbanas. Asimismo, el artículo 370 de la Constitución otorga un estatus especial al estado de Jammu y Cachemira.
La Constitución fue aprobada, por la Asamblea Constituyente de India, el 26 de noviembre de 1949, y entró en vigor el 26 de enero de 1950. La fecha del 26 de enero fue elegida para conmemorar la declaración de independencia del Purna Swaraj de 1930. Con su aprobación, la Unión India se convirtió oficialmente en la República de India y reemplazó a la Ley del Gobierno de India de 1935 como norma fundamental del país. La Constitución declara que India es una república soberana, socialista, secularizada, democrática, que asegura a sus ciudadanos justicia, igualdad y libertad y que se esfuerza para promover la fraternidad entre ellos. Las palabras "socialista" y "secular" se añadieron en 1976 por enmienda constitucional. India celebra la ratificación de la Constitución el 26 de enero de cada año como día de la República.

## Antecedentes
En 1928, la Conferencia de Todos los Partidos convocó un comité en Lucknow para preparar la Constitución de la India, que se conoció como el Informe Nehru.
Con la excepción de algunos enclaves franceses y portugueses dispersos , la India estuvo bajo el dominio británico desde 1858 hasta 1947. De 1947 a 1950, se siguió aplicando la misma legislación, ya que la India fue un dominio del Reino Unido durante esos tres años, ya que Sardar Patel y el vicepresidente Menon convencieron a cada estado principesco de firmar los artículos de integración con la India, y el gobierno británico siguió siendo responsable de la seguridad externa del país.  Así, la constitución de la India derogó la Ley de Independencia de la India de 1947 y la Ley de Gobierno de la India de 1935 cuando entró en vigor el 26 de enero de 1950. La India dejó de ser un dominio de la Corona británica y se convirtió en una república soberana y democrática con la constitución. Los artículos 5, 6, 7, 8, 9, 60, 324, 366, 367, 379, 380, 388, 391, 392, 393 y 394 de la Constitución entraron en vigor el 26 de noviembre de 1949, y los artículos restantes entraron en vigor el 26 de enero de 1950, que se celebra cada año en la India como el Día de la República.

## Asamblea constituyente

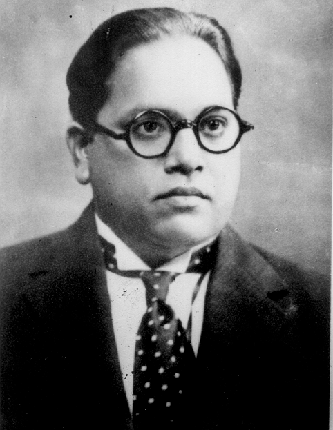
Bhimrao Ramji Ambedkar fue el presidente del comité de redacción de la Constitución india.

La Asamblea Constituyente se constituyó en 1946 con el propósito de redactar una constitución para India, incluyendo lo que actualmente son países independientes como Paquistán y Bangladés. Los representantes no fueron elegido sobre la base del voto universal, sino que fueron elegidos de forma indirecta por las Asambleas Provinciales, en las que los congresistas eran, por lo general, mayoritarios. A los musulmanes y los sijs se les dio una representación especial como "minorías".
La Asamblea constituyente necesitó casi de tres años para redactar el texto constitucional. El comité de redacción estuvo presidido por el jurista Bhimrao Ramji Ambedkar. Las ideas orientadoras fueron ya formuladas por Nehru en la apertura de la Asamblea constituyente:

«India será una República independiente, soberana, en la que todo poder y autoridad procederán del pueblo. La Constitución garantizará a todo el pueblo de India la justicia social, económica y política; igualdad de estatuto, igualdad de oportunidades, igualdad ante la Ley, libertad de pensamiento, de expresión, de creencias, de fe, de culto, de vocación, de asociación y de acción, dentro de los límites impuestos por la Ley y la moral pública. La Constitución proporcionará garantías adecuadas a las minorías, a las zonas más atrasadas y tribales y a las clases de bajo nivel, así como a otras categorías inferiores».
Nehru, político de India.

### Cronología de la formación de la Constitución de la India
- 6 de diciembre de 1946: Formación de la Asamblea Constituyente (de acuerdo con la práctica francesa).[11]
- 9 de diciembre de 1946: La primera reunión se celebró en el salón de la constitución (actualmente el Salón Central de la Casa del Parlamento).[11] La primera persona en tomar la palabra fue J. B. Kripalani, Sachchidananda Sinha se convirtió en presidente temporal. (Exigiendo un estado separado, la Liga Musulmana boicoteó la reunión.)[12]

- 11 de diciembre de 1946: La Asamblea nombró presidente a Rajendra Prasad,[13] H. C. Mukherjee como vicepresidente y, B. N. Rau como asesor jurídico constitucional. (Inicialmente había 389 miembros en total, que se redujeron a 299 después de la partición, de los 389 miembros, 292 eran de provincias gubernamentales, cuatro de provincias comisionadas en jefe y 93 de estados principescos).
- 13 de diciembre de 1946: Jawaharlal Nehru presentó una «Resolución Objetiva», en la que se establecían los principios subyacentes de la Constitución. Más tarde se convirtió en el Preámbulo de la Constitución.
- 22 de enero de 1947: Resolución objetiva adoptada por unanimidad.

- 22 de julio de 1947: Bandera nacional adoptada.[14]
- 15 de agosto de 1947: Alcanzada la independencia. La India se dividió en el Dominio de la India y el Dominio de Pakistán.[11]

- 29 de agosto de 1947: Comité de Redacción nombrado con B. R. Ambedkar como presidente. Los otros seis miembros del comité eran K.M. Munshi, Muhammed Sadulla, Alladi Krishnaswamy Iyer, N. Gopalaswami Ayyangar, Devi Prasad Khaitan[15] y BL Mitter.[16]

- 16 de julio de 1948: Junto con Harendra Coomar Mookerjee, V. T. Krishnamachari también fue elegido como segundo vicepresidente de la Asamblea Constituyente.[17]
- 26 de noviembre de 1949: La Constitución de la India fue aprobada y adoptada por la asamblea.[18]
- 24 de enero de 1950: Última reunión de la Asamblea Constituyente. La Constitución fue firmada y aceptada (con 395 Artículos, 8 Listas y 22 Partes).[19]

- 26 de enero de 1950: La Constitución entró en vigor. (El proceso duró 2 años, 11 meses y 18 días,[11] con un gasto total de 6,4 millones de yenes para su finalización.[20] G. V. Mavlankar fue el primer Presidente del Lok Sabha (la cámara baja del Parlamento) después de que la India se convirtiera en una república.[21]

#### Composición
B. R. Ambedkar, Sanjay Phakey, Jawaharlal Nehru, C. Rajagopalachari, Rajendra Prasad, Vallabhbhai Patel, Kanaiyalal Maneklal Munshi, Ganesh Vasudev Mavalankar, Sandipkumar Patel, Abul Kalam Azad, Shyama Prasad Mukherjee, Nalini Ranjan Ghosh, y Balwantrai Mehta fueron figuras clave en la asamblea, que contaba con más de 30 representantes de las clases desfavorecidas. Frank Anthony representaba a la comunidad angloindia, y los parsi estaban representados por H. P. Modi. Harendra Coomar Mookerjee, vicepresidente de la asamblea cristiana, presidió el comité de minorías y representó a los cristianos no angloindios. Ari Bahadur Gurung representó a la comunidad gorkha.  Jueces como Alladi Krishnaswamy Iyer, Benegal Narsing Rau, K. M. Munshi y Ganesh Mavlankar eran miembros de la asamblea.  Entre los miembros femeninos se encontraban Sarojini Naidu, Hansa Mehta, Durgabai Deshmukh, Amrit Kaur y Vijaya Lakshmi Pandit.
El primer presidente de la asamblea, que duró dos días, fue Sachchidananda Sinha; Rajendra Prasad fue elegido presidente más tarde.

#### Elaboración
Sir B. N. Rau, un funcionario civil que se convirtió en el primer juez indio en la Corte Internacional de Justicia y fue presidente del Consejo de Seguridad de las Naciones Unidas, fue nombrado asesor constitucional de la asamblea en 1946. Responsable de la estructura general de la constitución, Rau preparó su borrador inicial en febrero de 1948. El borrador de B.N. Rau constaba de 243 artículos y 13 listas que pasaron a ser 395 artículos y 8 listas tras discusiones, debates y enmiendas.
En la reunión de la asamblea del 14 de agosto de 1947, se propusieron comités. El borrador de Rau fue considerado, debatido y enmendado por el comité de redacción de siete miembros, que fue nombrado el 29 de agosto de 1947 con B. R. Ambedkar como presidente. El comité preparó un borrador revisado de la constitución y lo presentó a la asamblea el 4 de noviembre de 1947.
Antes de aprobar la constitución, la asamblea celebró once sesiones en 165 días. El 26 de noviembre de 1949, adoptó la Constitución, que fue firmado por 284 miembros. El día se celebra como el Día Nacional del Derecho, o Día de la Constitución.  El día fue elegido para difundir la importancia de la Constitución y para difundir los pensamientos y las ideas de Ambedkar.
La última sesión de la asamblea se celebró el 24 de enero de 1950. Cada miembro firmó dos copias de la constitución, una en hindi y otra en inglés. La constitución original está escrita a mano y cada página está decorada por artistas de Shantiniketan, entre ellos Beohar Rammanohar Sinha y Nandalal Bose.  Su calígrafo fue Prem Behari Narain Raizada. La constitución fue publicada en Dehradun y fotolitografiada por el Survey of India. La elaboración de la constitución original llevó casi cinco años. Dos días más tarde, el 26 de enero de 1950, se convirtió en ley de India. El coste estimado de la Asamblea Constituyente fue de ₹6,3 crore. La Constitución ha tenido más de 100 enmiendas desde su promulgación.

## Estructura
La Constitución de la India se estructura en un cuerpo de 22 partes, más 12 cédulas (schedules) y 5 apéndices.

### Parte principal
Los artículos de la constitución se agrupan en las siguientes partes:
- Preámbulo, con las palabras "socialista", "secular" e "integridad" añadidas en 1976 por la 42.ª enmienda

- Parte I – La Unión y su territorio – Artículos 1 a 4
- Parte II – Ciudadanía – Artículos 5 a 11
- Parte III – Derechos fundamentales – Artículos 12 a 35
- Parte IV – Principios rectores de la política estatal – Artículos 36 a 51
- Parte IVA – Deberes fundamentales – Artículo 51A
- Parte V – La Unión – Artículos 52 a 151
- Parte VI – Los Estados – Artículos 152 a 237
- Parte VII – Estados de la parte B del primer anexo (derogado) – Artículo 238
- Parte VIII – Territorios de la Unión – Artículos 239 a 242
- Parte IX – Panchayats – Artículos 243 a 243(O)
- Parte IXA – Municipios – Artículos 243(P) a 243(ZG)
- Parte IXB – Sociedades cooperativas – Artículos 243(ZH) a 243(ZT)
- Parte X – Áreas programadas y tribales – Artículos 244 a 244A
- Parte XI – Relaciones entre la Unión y los Estados – Artículos 245 a 263
- Parte XII – Finanzas, propiedad, contratos y demandas – Artículos 264 a 300-A
- Parte XIII – Comercio y comercio dentro de la India – Artículos 301 a 307
- Parte XIV – Servicios bajo la unión y los estados – Artículos 308 a 323
- Parte XIVA – Tribunales – Artículos 323-A a 323-B
- Parte XV – Elecciones – Artículos 324 a 329-A
- Parte XVI – Disposiciones especiales relacionadas con ciertas clases – Artículos 330 a 340 342
- Parte XVII – Idiomas – Artículos 343 a 351
- Parte XVIII – Disposiciones de emergencia – Artículos 352 a 360
- Parte XIX – Varios – Artículos 361 a 367
- Parte XX – Enmienda de la Constitución – Artículos 368
- Parte XXI – Disposiciones temporales, transitorias y especiales – Artículos 369 a 392
- Parte XXII – Título breve, fecha de entrada en vigor, texto autorizado en hindi y derogaciones – Artículos 393 a 395

### Cédulas
Las cédulas (schedules) son listas en la constitución que categorizan y tabulan la actividad burocrática y la política gubernamental.
- Primera Cédula - Enumera los estados y territorios de la India, los cambios en sus fronteras y las leyes que se utilizaron para realizar dichos cambios.
- Segunda - Enumera los salarios de los funcionarios públicos, los jueces y el contralor y auditor general.
- Tercera - Formas de juramentos: enumeran los juramentos de los funcionarios electos y los jueces.
- Cuarta - Detalla la asignación de escaños en la Rajya Sabha (cámara alta del Parlamento) por estado o territorio de la unión.
- Quinta - Prevé la administración y el control de las Áreas y Tribus programadas (áreas y tribus que requieren protección especial).
- Sexta - Disposiciones para la administración de las áreas tribales en Assam, Meghalaya, Tripura y Mizoram.
- Séptima - Gobierno central, estatal y listas concurrentes de responsabilidades
- Octava - Idiomas oficiales
- Novena - Validación de ciertas leyes y reglamentos.
- Décima - Disposiciones contra la deserción de miembros del Parlamento y de las legislaturas estatales.
- Undécima - Panchayat Raj (gobierno local rural)
- Duodécima - Municipios (gobierno local urbano)

### Apéndices
- Apéndice I – Orden de la Constitución (aplicación a Jammu y Cachemira), 1954
- Apéndice II – Reformulación, con referencia al texto actual de la Constitución, de las excepciones y modificaciones aplicables al estado de Jammu y Cachemira
- Apéndice III – Extractos de la Ley de la Constitución (enmienda cuadragésima cuarta), 1978
- Apéndice IV – Ley de la Constitución (enmienda octogésima sexta), 2002
- Apéndice V – Ley de la Constitución (enmienda octogésima octava), 2003